# Ossicloruro di californio
L'ossicloruro di californio è un composto inorganico radioattivo di formula CfOCl.

È stato il primo composto del californio ad essere stato isolato puro in quantità misurabili (0,3 μg) nel 1960 da Glenn Seaborg ed altri ricercatori.

## Caratteristiche fisiche
Il cloruro di californio a temperatura ambiente è un solido di colore chiaro avente habitus cristallino tetragonale, con costanti di reticolo a = 395,6±0,2 pm e c = 666±0,9 pm.

## Proprietà chimiche
L'ossicloruro di californio reagisce con l'acido cloridrico dando cloruro di californio ed acqua.
{\displaystyle {\ce {CfOCl\ +\ 2HCl->CfCl3\ +\ H2O\,\,\,\,}}} {\displaystyle \,\,\,\,\Delta _{f}\mathrm {H} ^{0}=(-927\pm 7)\,\mathrm {kJ/mol} }
La reazione è reversibile a 280-320 °C.
L'ossifluoruro di californio, l'analogo fluorurato del CfOCl, viene preparato per idrolisi del trifluoruro di californio ad alte temperature.
{\displaystyle {\ce {CfF3\ +\ H2O->CfOF\ +\ 2HF}}}